# シンテイ警備
シンテイ警備株式会社（シンテイけいび）は、日本の警備会社。本社は東京都中央区新富1-8-8。東京都公安委員会認定 第30000205号。ISO9001：2000、ISO27001の認証取得。

## 沿革
1977年に設立。常駐警備・雑踏警備・交通誘導警備・イベント警備を行っている。
2004年8月に新帝国警備保障からシンテイ警備に改称した。2006年6月より、駐車監視員業務を開始。警視庁・神奈川県警察・埼玉県警察・千葉県警察・茨城県警察管内等で実施している。
2018年に2020東京オリンピック・パラリンピック競技大会に向けた警備共同企業体に参画した。
警備保障タイムズによると、2022年の売上高は警備業界内で14位。
2025年大阪・関西万博では東洋テック、セコムとともに3社で共同企業体を組成し、会場警備業務やゲート警備業務を受注した。

## 関連会社
帝友会
シンテイグループ
- シンテイトラスト株式会社（警備業・人材派遣業務）
- 株式会社シンテイ
- 株式会社メンテック・エージェンシー